# Kilmichael
Kilmichael es un pueblo del Condado de Montgomery, Misisipi, Estados Unidos. Según el censo de 2000 tenía una población de 2.000 habitantes y una densidad de población de 115.3 hab/km².

## Demografía
Según el censo de 2000, había 830 personas, 314 hogares y 233 familias residiendo en la localidad. La densidad de población era de 115,3 hab./km². Había 367 viviendas con una densidad media de 51,0 viviendas/km². El 46,27% de los habitantes eran blancos, el 53,37% afroamericanos, el 0,24% amerindios y el 0,12% pertenecía a dos o más razas. El 0,96% de la población eran hispanos o latinos de cualquier raza.
Según el censo, de los 314 hogares en el 30,6% había menores de 18 años, el 46,5% pertenecía a parejas casadas, el 23,9% tenía a una mujer como cabeza de familia, y el 25,5% no eran familias. El 23,9% de los hogares estaba compuesto por un único individuo, y el 13,7% pertenecía a alguien mayor de 65 años viviendo solo. El tamaño promedio de los hogares era de 2,62 personas y el de las familias de 3,09.
La población estaba distribuida en un 26,6% de habitantes menores de 18 años, un 8,7% entre 18 y 24 años, un 24,5% de 25 a 44, un 23,0% de 45 a 64, y un 17,2% de 65 años o mayores. La media de edad era 37 años. Por cada 100 mujeres había 80,0 hombres. Por cada 100 mujeres de 18 años o más, había 73,0 hombres.
Los ingresos medios por hogar en la localidad eran de 24.712 dólares ($), y los ingresos medios por familia eran 30.909 $. Los hombres tenían unos ingresos medios de 25.192 $ frente a los 18.281 $ para las mujeres. La renta per cápita para la ciudad era de 12.457 $. El 25,3% de la población y el 24,8% de las familias estaban por debajo del umbral de pobreza. El 34,7% de los menores de 18 años y el 28,4% de los habitantes de 65 años o más vivían por debajo del umbral de pobreza.

## Geografía
Según la Oficina del Censo de los Estados Unidos, la localidad tiene un área total de 7,2 km², todos ellos correspondientes a tierra firme.